# Lambula pallida
Lambula pallida là một loài bướm đêm thuộc phân họ Arctiinae, họ Erebidae.